# Indira Varma
Indira Anne Varma (sinh ngày 27 tháng 9 năm 1973) là một nữ diễn viên người Anh Quốc.